# Жозефина Шарлотта Бельгийская
Жозефина Шарлотта Бельгийская (фр. Joséphine Charlotte de Belgique, люкс. Joséphine-Charlotte vun der Belsch; полное имя — Жозефина Шарлотта Ингеборга Елизавета Мария Жозефа Маргарита Астрид Бельгийская, фр. Joséphine-Charlotte Ingeborg Elisabeth Maria Josepha Marguerite Astrid de Belgique; 11 октября 1927, Брюссель — 10 января 2005) — супруга Великого герцога Люксембургского Жана, дочь бельгийского короля Леопольда III и шведской принцессы Астрид, сестра бельгийского короля Альберта II, мать ныне правящего великого герцога Люксембурга Анри.

## Биография

### Детство и юность
Жозефина Шарлотта родилась 11 октября 1927 года в Королевском дворце в Брюсселе. Она стала первенцем в семье кронпринца Бельгии Леопольда и его первой жены Астрид Шведской, родившись через одиннадцать месяцев после свадьбы родителей. Во время беременности мать путешествовала по Бельгии, а также читала биографию Жозефины де Богарне, которая приходилась ей прапрапрабабкой. Поэтому, первое имя девочка получила в её честь, второе — в честь крестной матери Великой герцогини Шарлотты Люксембургской. По поводу рождения королевской дочери был дан двадцать один пушечный залп. Крестины состоялись в церкви Saint Jacques-sur-Coudenberg.
До шести лет Жозефина Шарлотта росла в замке Стювенберг в Лакене. Летом несколько недель проводила с родителями на вилле Фридхем в Швеции у родителей матери.
Страной в то время правил её дед Альберт I. В феврале 1934 он погиб, сорвавшись со скалы во время альпинистского восхождения. Трон унаследовал Леопольд.
Летом 1935 года, когда девочке шёл восьмой год, родители взяли её с младшим братом Бодуэном на отдых в Швейцарию. В конце августа детей отправили обратно в Брюссель. А на следующее утро мать погибла в автокатастрофе, которая случилась на берегу Фирвальдштетского озера. Следующие несколько месяцев за Жозефиной Шарлоттой и её братьями приглядывала тетка Маргарита, которая срочно прибыла из Дании.
Первое образование юная принцесса получала в школе при дворце, а в 1940 году — её отправили в интернат. 10 мая 1940 года, после вторжения нацистских войск на территорию Бельгии, королевские дети были переправлены сначала во Францию, а затем — в Испанию. Леопольд отказался покинуть страну и возглавить правительство в изгнании. Однако, он также отказался подписывать капитуляцию и утверждать состав коллаборационистского правительства. Король остался в добровольном плену и находился под домашним арестом в Лакенскому дворце. Три месяца дети ничего не знали о судьбе отца, так же как и он о них.
В конце 1941 года он тайно вступил во второй брак с дочерью губернатора Западной Фландрии Анри Байлса, Лилиан.
В 1942 году Жозефина Шарлотта училась у репетиторов, а Лилиан Байлс стала заботливой и любящей мачехой ей и её братьям. Жили они в Лакенскому дворце и замка Сьернон в Арденнах.
7 июня 1944 года королевская семья была депортирована в Германию. До 6-го марта 1945 её держали в замке Хирштайн в Саксонии, а после этого — перевезли в Штробль-ам-Вольфгангзене в Австрии. Освобождение пришло от американских войск 7 мая 1945 года. После этого семья переехала в Швейцарию, где поселилась на вилле Le Reposoir в Преньях, вблизи Женевы, поскольку правительство запретило Леопольду возвращаться в Бельгию, обвиняя его в сотрудничестве с нацистами.
В Швейцарии Жозефина Шарлотта продолжила своё обучение. Она посещала Ecole Normale de Jeunes Filles, а впоследствии прослушала курс детской психологии в Женевском университете, который преподавал ей Жан Пиаже.
В 1949 году принцесса посетила родину. Её визит длился с 11 по 16 апреля. Бельгийцы были поражены её сходством с любимой королевой Астрид.
В Бельгии в 1950 году был проведен референдум, по результатам которого королю было разрешено вернуться в страну и восстановить правления. Обвинения в коллаборационизме были сняты за четыре года до этого. Однако, правление её отца оказалось совсем недолгим. Начались столкновения на политической и национальной почве, забастовки, возникла угроза гражданской войны. Леопольд III в напряженной обстановке отрекся от престола в пользу старшего сына Бодуэна. Принцесса Жозефина Шарлотта, кроме обычных служебных обязанностей в качестве представителя королевской семьи, активно занималась вопросами социальной сферы и искусства.

### Брак
7 ноября 1952 года было объявлено о помолвке принцессы Бельгии Жозефины Шарлотты с наследником люксембургского престола Жаном Бенуа Гийомом, старшим сыном правящей великой герцогини Шарлотты. Свадьба состоялась 9 апреля 1953 года в Соборе Люксембургской Богоматери. Невесте было 25 лет, жениху — 32. Национальный банк Бельгии Сосьете Женераль в качестве свадебного подарка представил принцессе бриллиантовую тиару. После медового месяца, летом 1953 года молодожены поселились в замке Бецдорф, на востоке страны. Он оставался их резиденцией следующие одиннадцать лет. Будучи политически мотивированным, брак оказался счастливым. У супругов родилось пятеро детей:
- Мария Астрид (род.1954) — замужем за эрцгерцогом Карлом Кристианом Австрийским, имеют троих сыновей и двух дочерей.
- Анри (род. 1955) — великий герцог Люксембурга с 2000 года, женат на Марии-Терезе Местре, имеют четырёх сыновей и дочь.
- Жан (род. 1957) — был дважды женат морганатическими браками, имеет троих сыновей и дочь.
- Маргарита (род.1957) — замужем за принцем Николаусом Лихтенштейнским, имеют двоих сыновей и двух дочерей.
- Гийом (род. 1963) — женат на Сибилле Вайллер, имеют троих сыновей и дочь.

### Великая герцогиня
В апреле 1961 года её муж стал наместником государства, под его надзором решались текущие государственные дела. А в ноябре 1964 года великая герцогиня Шарлотта отреклась от трона в его пользу. Жан официально стал правителем Люксембурга.
Жозефина Шарлотта занималась социальными вопросами, которые касались проблем здоровья, детства и семьи. Была патроном нескольких благотворительных и филантропических организаций, в частности, Союза добровольных доноров крови и Люксембургского педиатрического общества. С 1969 года возглавляла Бельгийский Красный Крест.
Также покровительствовала искусствам. Была почетным президентом Люксембургского филармонического оркестра. Под её наблюдением в 1991—1996 годах проходила реставрация Дворца великих герцогов. В замке Кольмар-Берг Жозефина Шарлотта собрала замечательную коллекцию современного искусства, которая впервые была выставлена в 2003 году в Национальном музее истории и искусства.
В свободное время великая герцогиня занималась садоводством, выращиванием цветов и спортом, в том числе, его водными видами, и катанием на лыжах. Любила охоту и рыбалку. Уикенды часто проводила с женами своих братьев, Паолой и Фабиолой, в замке Съернон.

### Последние годы
После отречения мужа проживала с ним в замке Фишбах.
В 2002 году Жозефина Шарлотта удивила свою семью, согласившись сняться в датском документальном фильме о потомках короля Кристиана IX.
В 2003 году было объявлено, что великая герцогиня страдает от онкозаболевания. Лечение проходило в Брюссельском институте Борде.
Умерла 10 января 2005 в возрасте 77 лет от рака легких в замке Фишбах в окружении своей семьи. Согласно последней воле, тело Жозефины Шарлотты было кремировано. Урна с прахом покоится в склепе герцогской семьи в Соборе Люксембургской Богоматери.
В 2006 году дети великой герцогини намеревались выставить на аукционе Сотби около 150 ювелирных изделий, которые ей принадлежали. Однако, в связи с широкой критикой, продажа была отменена, чтобы не бросить тень на династию.

## Титулы
- 11 октября 1927 — 9 апреля 1953: Её королевское Высочество принцесса Жозефина Шарлотта Бельгийская
- 9 апреля 1953 — 12 ноября 1964: Её Королевское Высочество Наследная великая герцогиня Люксембурга
- 12 ноября 1964 — 7 октября 2000: Её Королевское Высочество Великая герцогиня Люксембурга
- 7 октября 2000 — 10 января 2005: Её Королевское Высочество Великая герцогиня Жозефина Шарлотта Люксембургская

## Награды
- : Орден Золотого льва Нассау[6]
- : Орден Леопольда I[7]
- : Орден Исландского сокола (9 июня 1986)[8]
- : Орден Святого Олафа